# Fiesta (álbum de Denise Rosenthal)
Fiesta es el primer álbum de estudio y debut de la cantante chilena Denise Rosenthal, publicado bajo su nombre artístico D-Niss, editado de manera independiente y el primer trabajo discográfico de la cantante que no está relacionado con un personaje de televisión. Fue lanzado de forma independiente. Comprende canciones en su mayoría pop, mezcladas con música electrónica y dance-pop, además de baladas. El primer sencillo del álbum fue la canción "I Wanna Give My Heart", la cual fue lanzada el 29 de noviembre de 2011 en Chile. Además lanzó los sencillos "Just Better Alone" y "Dance".
El álbum fue lanzado al mercado el 6 de noviembre de 2013 en formato físico y dos días más tarde en formato digital vía iTunes, debutando en el número 2 de los álbumes más vendidos en Chile, siendo la mejor posición alcanzada por uno de sus discos.

## Antecedentes
D-Niss tras haber concluido las grabaciones de la teleserie Corazón Rebelde de Canal 13 partió el 20 de abril de 2010 a Argentina, erradicándose por varios meses en Buenos Aires, en donde decidió perfeccionarse en materia de canto, baile y actuación, fue ahí donde inició los primeros pasos creativos de este disco.  Con este viaje ella buscó una nueva etapa e ideas para desplegarse y separarse de sus antiguos roles, para así regresar de lleno a los nuevos proyectos y la grabación de este álbum. Además ella expresó la intención de querer hacer un estilo de pop más maduro y cercano a figuras de talla internacional, razón que la motivó a ir a perfeccionarse a Argentina.
A finales de 2010, Denise graba la polémica canción "Men" en colaboración con el rapero Tea-Time, el tema corresponde a una reversión del clásico del mismo nombre popularizado por la norteamericana Gladys Knight. Esta versión de D-Niss fue grabada en Buenos Aires, mientras se encontraba en Argentina y masterizada en España por Felipe Guevara, sonidista que ha trabajado con artistas como Raphael, Juanes, Alejandro Sanz y Joan Manuel Serrat. Esta es la primera canción completamente en inglés que ella ha grabado, anteriormente en sus discos pasados había incluido líneas en inglés en algunos de sus temas como "Bye bye" del disco El blog de la Feña, sin embargo "Men" es totalmente en idioma inglés y habla acerca de las relaciones de las mujeres con los hombres y como estos mienten y hacen sufrir durante la relación, sin embargo ellas se fortalecen tras estas experiencias. La canción fue lanzada el 6 de diciembre de 2010, en algunas radios de Chile, y durante los días siguientes fue agregada paulatinamente a más emisoras del país. En primera parte este tema era el primer sencillo de este álbum, sin embargo por conflictos legales con el productor del tema Felipe Yanzon, con el cual llegó a tribunales ella decidió dejar la canción solo como promocional y como un "regalo" a los fanáticos. Finalmente tras estas complicaciones judiciales, la controversial canción marcó el regreso de D-Niss a las listas de popularidad llegando al puesto número 30 en Chile.
El 17 de septiembre de 2012, D-Niss presentó en vivo por primera vez el tema inédito llamado "Can't Stop Me", el posee ritmos tribales con sonidos africanos más percusiones y con una clara línea r&b, además de contener un sample de la canción "Pon de replay" de Rihanna.

## Escritura, grabación y estilo
D-Niss comenzó a escribir las primeras letras del álbum en Santiago durante inicios de 2011, mientras mezclaba sus trabajos en el cine con la película de Sebadilla El limpiapiscinas, mientras que la grabación la inicio con los primeros temas también en Santiago de Chile, trabajando con productores y músicos como Neven Ilic y Marcelo Mora.

El disco está ambientado a un estilo pop, pero estamos intentando hacer algo nuevo, algo que acá en Chile no está muy tocado, por eso las canciones son en spanglish
D-Niss, Biut.cl.

Las canciones tendrán un estilo pop, mezcladas con música electrónica y dance-pop, además de baladas y todas tendrán la característica de ser grabadas en spanglish, mezclando en sus canciones versiones español-inglés. En este álbum también habrá colaboraciones con otros artistas, dentro de estos está la chilena Bárbara Muñoz. D-Niss en una entrevista a Publimetro dijo tener la intención del lograr con este disco «"Quiero lograr algo original y único"» referente a la escena musical actual chilena, además comento que mientras escribía las canciones, era inevitable que aparecieran en su mente palabras en inglés, fue así como nació la idea de que el disco fuera en spanglish.
Durante la primera mitad de 2012, D-Niss continuó el proceso de producción y grabación del álbum, en esta etapa incluyó al grupo de productores y músicos Crossfire, con los cuales trabajaron juntos durante el mes de julio de 2012. Durante el primer trimestre de 2013, D-Niss continuó con las grabaciones del álbum en los estudios Ferona en Santiago, trabajando con el productor Bastian Herrera, hijo del músico chileno Pablo Herrera.

Este es mi inicio, mi verdadero primer disco. En el resto de los trabajos musicales yo interpretaba un personaje, de manera que no los considero propios y no tienen mucho que ver con este proceso donde sí están mis melodías, mis letras y mi producción
D-Niss, El Mercurio.

## Sencillos

### "I Wanna Give My Heart"
En español significa Quiero entregarte mi corazón, es el primer sencillo del tercer próximo disco de la cantante pop chilena D-Niss. La canción fue lanzada el 29 de noviembre en Chile y es su primer sencillo cantado en dos idiomas al mismo tiempo, usando spanglish, y es su segunda incursión más importante cantando en inglés tras su anterior y controvertido sencillo "Men" en 2010. El video de la canción fue estrenado el 29 de noviembre de 2011, fue dirigido por Piero Medone y filmado en Santiago de Chile y Pirque.
La grabación del sencillo fue realizada en Santiago a principios del mes de septiembre de 2011, de este proceso D-Niss subió un video a su cuenta oficial de Youtube el 10 de septiembre de 2011, en donde aparece mostrando un detrás de escenas del proceso de grabación, además de incluir el primer preview de la canción. Los arreglos del tema fueron realizados por José Miguel Alfaro, y en cuanto al proceso de mezcla corrió a cargo de Pablo Stipicic y se envió a masterizar a Alemania, proceso realizado por Dieter Wegner. Todo supervisado por el productor musical Marcelo Mora. El tema contiene elementos de la música pop, mezclado con ritmos dance y sintetizadores electrónicos, además del beat el cual tiene influencias de las producciones de David Guetta como su sencillo "Without You" junto a un guiño a la canción "Clocks" de Coldplay.
La canción logró una gran repercusión radial y en los medios, permaneciendo varias semanas dentro de las canciones más importantes de Chile, en la semana doce en lista la canción ingresa dentro del Top 20 de la lista Top 100 de Chile, alcanzando la posición máxima número 17 convirtiéndose con esto en su más alta posición desde su debut solista de 2008 "No quiero escuchar tu voz" en el puesto número 8.

### "Just Better Alone"
En español significa Simplemente mejor solo, es el segundo sencillo del álbum y del cual su video musical fue grabado los días 5 y 6 de mayo de 2012. La canción es una balada combinando el idioma español e inglés, la letra "habla de esa búsqueda amorosa que nunca termina y que si uno no se quiere ni se respeta, nunca encontrará lo que está buscando". según comenta D-Niss. La canción fue lanzada oficialmente el día 18 de mayo a las 12:30 horas, y posteriormente el mismo día agregado a la cuenta oficial donde acaparo todas las miradas. El sencillo fue liberado en formato de video musical. El 4 de agosto de 2012, se lanzó el remix de la canción el cual fue realizado por DJ Bast y cuenta con la colaboración del artista El Demonio, el remix contiene rap y un ritmo urbano. Comercialmente obtuvo una escasa recepción, teniendo una mínima rotación radial, se considera su primer fracaso tras sus dos exitosos cortes "Men" y "I Wanna Give My Heart". La máxima ubicación alcanzada en el Top 100 de Chile fue el lugar número noventa y ocho y con solo una semana en la lista, tras su lanzamiento y principalmente debido a la difusión de su video musical y el mínimo airplay alcanzado esa semana.

### "Dance"
En español significa Baila, es el tercer sencillo del extraído del álbum y fue lanzado el 14 de septiembre de 2012 en Chile vía Internet. La canción cuenta con la colaboración de la agrupación de músicos y productores Crossfire. El sencillo fue escrito por Denise y Bastian en conjunto con Rigo, Cribe y Rob (miembros de la agrupación Crossfire), la canción posee un ritmo electrónico y pop, que mezcla sonidos latinos además del hip-hop y el dancehall.

### "Fiesta"
Cuarto sencillo del álbum que lleva el mismo nombre, escrita y compuesta por la misma D-Niss, es una canción pop con toques electrónicos. La canción debutó el 8 de septiembre de 2013, con un lyric video en la cuenta oficial en Youtube. El miércoles 23 de noviembre fue lanzado el videoclip del sencillo e interpretada por primera vez el 13 del mismo mes en la feria chilena mercado convite en conjunto con 2 canciones exclusivas del disco. El sencilló logra entrar a las 50 canciones más populares de Chile la semana del lanzamiento del álbum, siendo el mejor rendimiento desde "I Wanna Give My Heart".

### "Revolution"
El vídeo del 5.º sencillo tenía fecha de lanzamiento durante junio de 2014, fue rodado en mayo pero terminó de grabar en agosto del mismo año puesto que D-Niss tuvo un fuerte accidente automovilístico camino a la locación de grabación. El sencillo fue presentado de manera oficial el 30 de julio en una intervención artística realizada en la estación de metro quinta normal alrededor de las 13:00 h con una duración de 15 minutos marcada por la presentación de 9 músicos y más de 30 bailarines en escena; Finalmente el vídeo fue lanzado el 17 de agosto al término de la transmisión del webshow MovistarMusica donde la artista repasó todos sus éxitos con banda en vivo de 6 integrantes en las alturas de la Torre Telefónica. El clip tuvo buena recepción en el país apareciendo en todos los portales y televisión sumando más de 100 000 visitas en menos de 24 horas. Hasta la fecha acumula 700 000 reproducciones en menos de 3 meses. 
Además este videoclip causó controversia por su desnudo en la ducha.

### "Turn It Up Ft.La Pozze Latina"
En el marco de la promoción de su presentación en la feria Pulsar a realizarse el 22 de noviembre en estación mapocho, D-Niss visitó las radios Top FM, Radio Activa y 40 Principales en donde confirmó que la canción estaba seleccionada como el 6.º sencillo oficial del disco y el rodaje del vídeo se realizaría el viernes 21 del mismo mes; para ello D-Niss ha estado ensayando en los estudios Power Peralta la coreografía del clip.

## Recibimiento

### Comercial
El álbum en la semana que salió a la venta, debutó inmediatamente en el número 2, de los discos más vendidos de Chile, superando sus anteriores trabajos como El blog de la Feña que llegó al número 4 en 2008 y El blog de la Feña 2 que debutó en el número 9 en año 2009.

### Crítica
Christofer Castro de IntheClub catalogó el álbum como «un excelente disco, en donde confirma su propuesta como artista», la canción "Fiesta" «es un himno de alegría, positivismo y sonrisas. De eso trata su letra. Aunque suene cursi, funciona en su totalidad. Es una canción que perfectamente puede ser utilizada en una copa mundial, o en cualquier evento que llame a la unión». "Uno en un millón" «explora la primera canción dedicada del disco, una balada muy dance», en "It's Over" «escuchamos cómo D-Niss juega con los tonos de su voz. Los graves son intensos y en los agudos no se queda atrás» "Turn It Up" «es una de las mejores canciones del disco, en donde el electropop se mezcla con el sonido underground de La Pozze Latina en una excelente colaboración que tiene como resultado un dancehall especial. Esta canción constituye uno de los mejores coros del disco».
En "Can't Stop Me", «D-Niss saca las plumas y se sube al escenario emulando a una artista del siglo XX. El resultado trae algo similar a Burlesque. De hecho esta canción calzaría con alguna de Christina Aguilera.». "Dance" «La canción te atrapa, y el nombre no es una propuesta sencilla o al aire. Su nombre es justificado. La colaboración que realiza Crossfire entrega el alma urbana que necesita este track». "I wanna give my heart" «ya la conocemos, y hoy, dos años después de su lanzamiento genera la misma intensidad. La canción está bien producida, por lo tanto, su éxito se entiende. Neven Ilic es uno de los responsables del resultado. Esta canción puede rotar en cualquier parte del mundo y funcionaría perfectamente.»
"Star" «retoma el ritmo pausado del disco. Baja la intensidad. Es una canción interpretada con sentimientos» "Revolution" «es una melodía muy R&B. Existe una conexión inmensa entre los instrumentos y el espacio de la voz, suena a algo producido por Timbaland.» "Loves Me" es similar a "Uno en un millón". «De hecho, es una pista bien parecida, la temática es básica, dance puro.
Just Better Alone despide el disco y es una balada muy R&B..»

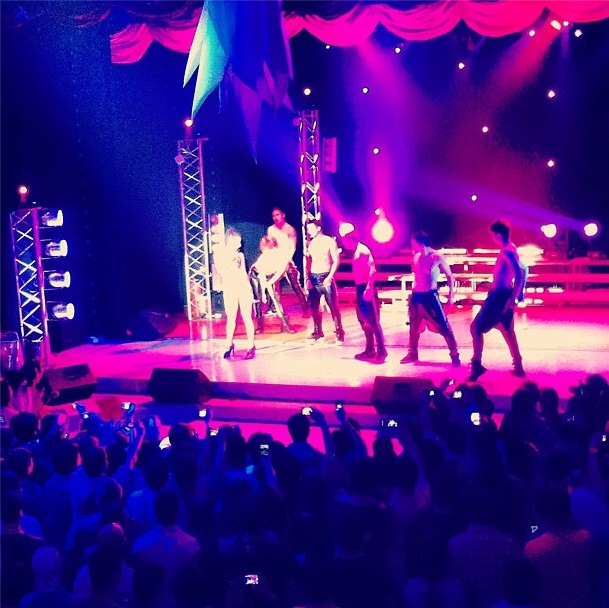
D-Niss presentándose en sus shows del Denise Rosenthal Live.

## Promoción
D-Niss comenzó una gira llamada Fiesta By D-Niss con su primera fecha el 31 de marzo de 2013 en Touch & Go de Concepción, sumando más fechas en abril y julio en Viña del Mar. D-Niss marcó el regreso de su gira con un show completamente renovado, volviendo a los escenarios el 17 se septiembre en Club Divino de Viña Del Mar, Contando con el recinto lleno, presentando nuevas canciones y en compañía de seis bailarines, Causando gran revuelo, sumo nuevas fechas en Coquimbo por segunda vez, por primera vez en Talca, y finalmente en Santiago, el 15 de noviembre en Club Miel de Providencia.
- Denise Rosenthal Live
- Fiesta by D-Niss

01 REVOLUTION 
02 LOVE ME 
03 JUST BETTER ALONE 
04 TURN IT UP (FEAT LA POZZE LATINA)
05 IT'S OVER
06 STAR 
07 CAN'T STOP ME 
08 WANNA GIVE MY HEART 
09 DANCE (FEAT CROSSFIRE)
10 UNO EN UN MILLÓN 
11 FIESTA 

## Firmas de Disco
| Fecha                          | Lugar                                |
| ------------------------------ | ------------------------------------ |
| Jueves 14 de noviembre de 2013 | Casa Matriz Feria Mix Ahumada        |
| Jueves 28 de noviembre de 2013 | Feria Mix Panorámico                 |
| Jueves 5 de diciembre de 2013  | Feria Mix Mall Arauco                |
| Miércoles 26 de marzo de 2014  | Tienda de Música Chilena             |
| Sábado 22 de noviembre de 2014 | Stand Música Chilena \| Feria Pulsar |

## Lista de canciones
Créditos adaptados de qobuz.com.
| N.º | Título                  | Escritor(es)                                            | Duración |  |
| 1.  | «Revolution»            | Denise Rosenthal, Bastián Herrera                       | 4:08     |  |
| 2.  | «Love Me»               | Rosenthal, Herrera                                      | 3:54     |  |
| 3.  | «Just Better Alone»     | Rosenthal, Neven Ilic                                   | 3:18     |  |
| 4.  | «Turn It Up»            | Rosenthal, Herrera, Víctor Flores, Jaime Fernández      | 3:33     |  |
| 5.  | «It's Over»             | Rosenthal, Herrera                                      | 3:39     |  |
| 6.  | «Star»                  | Rosenthal, Herrera                                      | 3:32     |  |
| 7.  | «Can't Stop Me»         | Rosenthal, Herrera, Ilic, Alejandro García              | 3:25     |  |
| 8.  | «I Wanna Give My Heart» | Rosenthal, Ilic                                         | 3:20     |  |
| 9.  | «Dance»                 | Rosenthal, Herrera, Rodrigo Pencheff, Cristian Pencheff | 3:24     |  |
| 10. | «Uno en un Millón»      | Rosenthal, Herrera                                      | 3:29     |  |
| 11. | «Fiesta»                | Rosenthal, Herrera                                      | 4:06     |  |

## Posicionamiento en listas
| Sencillo                    | Lista               | Mejor posición |
| --------------------------- | ------------------- | -------------- |
| Chile I Wanna give my heart | Radio Chile Hot 100 | 17             |
| Chile Just better alone     | Radio Chile Hot 100 | 98             |
| Chile Dance                 | Radio Chile Hot 100 | 95             |
| Chile Uno en un millón      | Radio Chile Hot 100 | 86             |
| Chile Fiesta                | Radio Chile Hot 100 | 50             |
| Chile Revolution            | Radio Chile Hot 100 | 77             |
| Chile 'Turn It Up           | Radio Chile Hot 100 | 33             |

## Premios y nominaciones
| Año  | Premios         | Categoría                | Resultado |
| ---- | --------------- | ------------------------ | --------- |
| 2014 | Premios Altazor | Mejor Álbum Pop o Balada | Nominada  |